# Рурське повстання

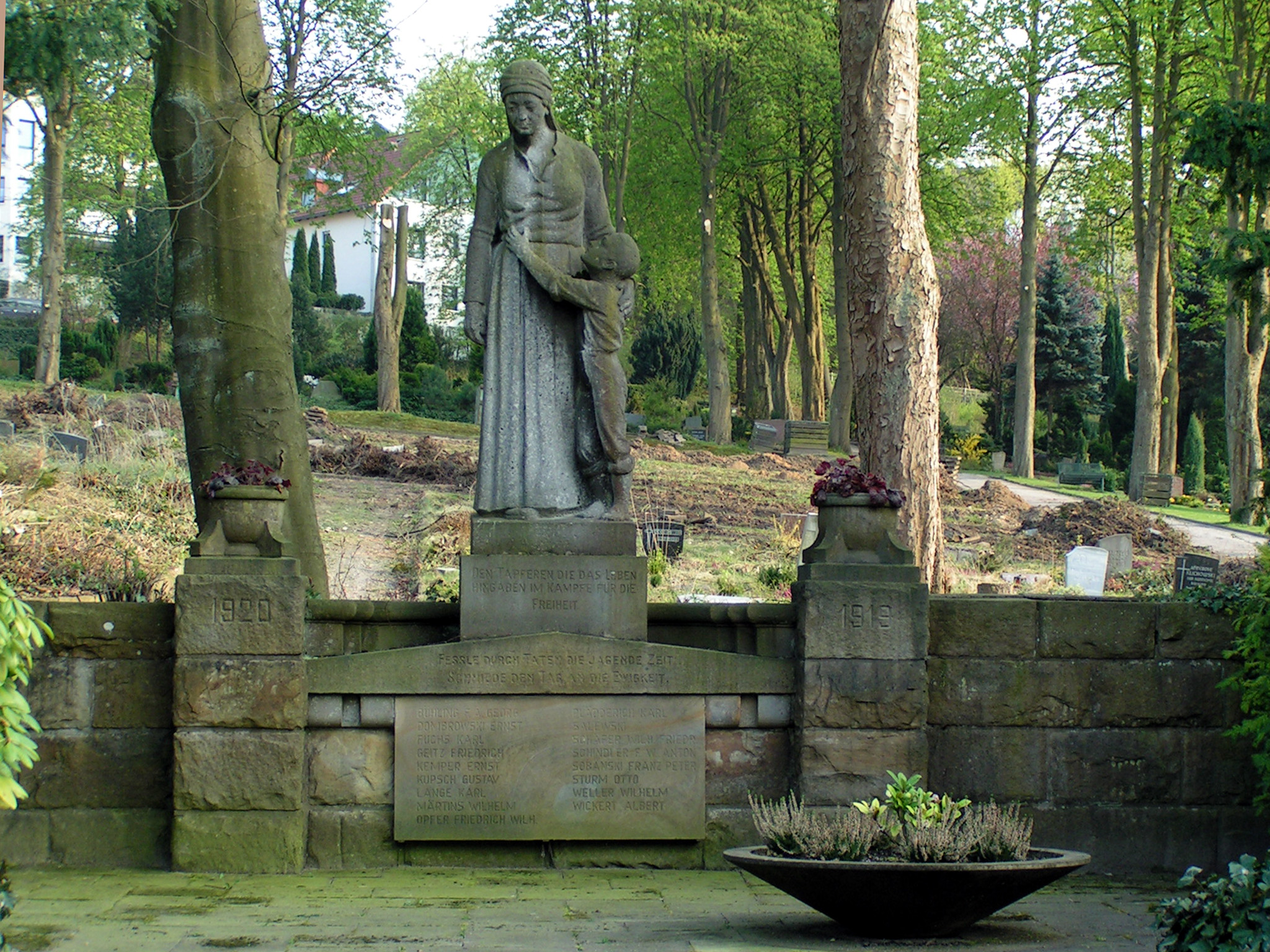
Меморіал Рурського повстання, місто Хаген

Рурське повстання (нім. Ruhraufstand) — повстання робітників у Рурській області у травні 1920. Повстання розпочалося як відповідь на заклик до загального страйку від членів Соціал-демократичної партії, що належали до німецького уряду. Цей захід планувався як відповідь на Каппський заколот 13 березня 1920:
"Придушіть реакцію! Боріться за Республіку з усіх сил. Облиште внутрішні чвари. Є тільки один шлях запобігти поверненню Вільгельма ІІ:
Паралізуйте усю економічну діяльність!
Жодної роботи!
Жоден пролетар не сміє допомагати військовій диктатурі!
Загальний страйк!
ПРОЛЕТАРІ, ЄДНАЙМОСЯ!
ГЕТЬ КОНТРРЕВОЛЮЦІЮ!
Однак комуністи Руру вже мали плани з "перемоги та диктатури пролетаріату" на випадок загального страйку. Після повалення Капського заколоту, німецький уряд відправив Рейхсвер (німецьку армію) для придушення заколоту, що тривав. У результаті сутичок, заколотники втратили 2000 бійців, у той час як німецька армія лише 273. Заколот було придушено.